# Distretto di Petropavlivka
Il distretto di Petropavlivka (in ucraino Петропавлівський район?) era un distretto dell'Ucraina, situato nell'oblast' di Dnipropetrovs'k. Il suo capoluogo era Petropavlivka.
È stato soppresso con la riforma amministrativa del 2020.